# 名古屋市立原中学校
名古屋市立原中学校（なごやしりつ はらちゅうがっこう）は、愛知県名古屋市天白区原四丁目にある公立中学校。

## 歴史

### 沿革
- 1990年（平成2年）4月 - 名古屋市立平針中学校より分離独立し、名古屋市立原中学校として創立[2]。

### 生徒数の変遷
『愛知県小中学校誌』（1998年）によると、生徒数の変遷は以下の通りである。
| 1990年（平成2年） | 380人 |  |
| 1997年（平成9年） | 621人 |  |

## 教育目標
- 「聡く、明るく、たくましく、未来に大きくはばたこう!!」を、学校目標として設定している[1]。

## 生徒会活動・部活動

### 生徒会活動
- 生徒会執行部[5]
- 図書委員会[5]
- 広報委員会[5]
- 環境委員会[5]
- 保健委員会[5]
- 体育委員会[5]
- 総務委員会[5]
- 選挙管理委員会

### 部活動
運動部
- 野球部[6]
- ソフトボール部[6]
- サッカー部[6]
- ラグビー部[6]
- 男子バスケットボール部[6]
- 女子バスケットボール部[6]
- 剣道部[6]

文化部
- 合唱部[6]
- 美術部[6]

## 通学区域
- 天白町大字平針字上原[7]
- 天白町大字平針字黒石（一部）[7]
- 中平一丁目・同二丁目・同五丁目[7]
- 原一丁目～同五丁目[7]
- 平針一丁目・同二丁目[7]
- 平針三丁目（一部）[7]

## 交通アクセス
- 名古屋市営地下鉄鶴舞線 原駅下車南へ800m[3]
- 名古屋市営バス 原中学校西停留所下車東へ100m[3]

## 著名な有名人
- ビットル・アルフォンソ・アリサ（バスケットボール選手）
- 天野浩成（俳優）

## 地理

### 学区内の主な河川
- 天白川
- 大根川
- 忠兵衛川
- 繁盛川